# スタンリー・ゴーブル

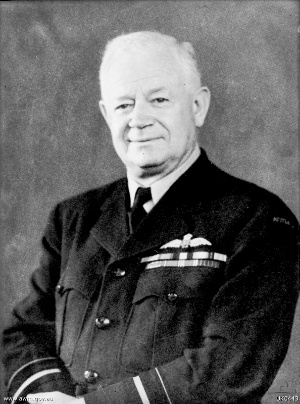
スタンリー・ゴーブル

スタンリー・ジェイムズ・ゴーブル（Stanley James Goble 1891年8月21日 - 1948年7月24日）は、オーストラリア空軍の上級指揮官。
1922年12月から1925年2月、1932年12月から1934年6月、1939年2月から1940年1月まで、リチャード・ウィリアムズ（Richard Williams）と交替しながら3回Chief of Air Forceとして務めた。
大英帝国勲章、Distinguished Service Order、Distinguished Service Crossを授与されている。